# Granite State Pro Stock Series
Granite State Pro Stock Series est une série de courses automobiles de type  stock-car sur courtes pistes asphaltées actives dans les États de la Nouvelle-Angleterre, aux États-Unis, principalement au New Hampshire, fondée en 2012 par les pilotes Mike Parks et Jack Bateman. Elle a son siège social à Canaan au New Hampshire.
Comme son nom l’indique, il s’agit d’une série pour voitures « pro stock » (ou Super Late Model). À sa fondation, en 2012, la série se déroulait exclusivement sur des pistes du New Hampshire. D’ailleurs, l’expression  « Granite State » (État du granite) est le surnom de l’état du New Hampshire. Dès sa deuxième saison en 2013, la série a pris de l’expansion au Connecticut et au Vermont.
À sa saison inaugurale, six vainqueurs différents ont remporté les six courses de la série.

## Circuits
| Années     | Pistes                          | Localisation                   | Longueur               |
| ---------- | ------------------------------- | ------------------------------ | ---------------------- |
| 2012-2013  | Canaan Fair Speedway            | Canaan, New Hampshire          | 1/3 de mille (536 m)   |
| 2012-      | Star Speedway                   | Epping, New Hampshire          | 1/4 de mille (402 m)   |
| 2012-      | Monadnock Speedway              | Winchester, New Hampshire      | 1/4 de mille (402 m)   |
| 2012-      | Hudson Speedway                 | Hudson, New Hampshire          | 1/4 de mille (402 m)   |
| 2013-      | Thompson International Speedway | Thompson, Connecticut          | 5/8 de mille (1 006 m) |
| 2013, 2015 | Speedway 51                     | Groveton, New Hampshire        | 1/4 de mille (402 m)   |
| 2013       | Devil's Bowl Speedway           | West Haven, Vermont            | 1/2 mille (805 m)      |
| 2014-      | Lee USA Speedway                | Lee, New Hampshire             | 3/8 de mille (603 m)   |
| 2014-      | White Mountain Motorsports Park | North Woodstock, New Hampshire | 1/4 de mille (402 m)   |
| 2015       | Waterford Speedbowl             | Waterford, Connecticut         | 3/8 de mille (603 m)   |
| 2015       | Claremont Speedway              | Claremont, New Hampshire       | 1/3 de mille (536 m)   |

## Champion
- 2014 Dillon Moltz
- 2013 Mike O'Sullivan
- 2012 Bobby Cabral